# Städtisches Heriburg-Gymnasium Coesfeld
Das Städtische Heriburg-Gymnasium Coesfeld ist eine allgemeinbildende Schule in Coesfeld. Bis 1982 war es ein Mädchen-Gymnasium. Auch heute noch überwiegt der Anteil der Mädchen. Das Gymnasium ist eine Europaschule, an dem auch eine bilinguale Abiturprüfung abgelegt werden kann.

## Namenspatronin
Die heilige Heriburg von Nottuln, Schwester des heiligen Liudger, ist die Namenspatronin des Gymnasiums. Ihr Name bedeutet so viel wie „Schützerin des Herrn“.

## Geschichte
Am 24. März 1923 genehmigte der preußische Minister für Wissenschaft, Kunst und Volksbildung Otto Boelitz die Einrichtung einer Aufbauschule für Mädchen in Coesfeld. Sie sollte es Mädchen ermöglichen, im „Aufbau“ auf den siebenjährigen Besuch der Volksschule durch sechs weitere Schuljahre auf der „Aufbauschule“ und damit ohne zeitlichen Verlust gegenüber dem grundständigen Gymnasium die Hochschulreife zu erlangen. In Preußen entstanden zeitgleich mit dem heutigen Heriburg-Gymnasium vier weitere Aufbaugymnasien um so die „höhere Schulbildung“ der Mädchen zu verbessern die bis daher nur in Ausnahmefällen über die Volksschule hinaus ging. 1925 wurden der noch jungen Schule die Räume des bisherigen Lehrerseminars an der Seminarstrasse in Coesfeld zugewiesen. Das Lehrerseminar war 1908 in Coesfeld errichtet worden. An ihm waren Volksschullehrer ausgebildet worden die nun an pädagogischen Akademien ausgebildet werden sollten. Somit lief der Lehrbetrieb in Coesfeld aus und das Seminargebäude konnte für die Aufbauschule genutzt werden. 1926 wurden die Aufbauklassen als „Staatliche Deutsche Oberschule in Aufbauform i.E.“ anerkannt. Erste Leiterin der Schule wurde Studiendirektorin Ottilie Küchenhoff. Auf Vorschlag des Kollegiums soll die Schule den Namen der Schwester des hl. Liudgers, des ersten Bischofs von Münster, erhalten haben und „Gerburgisschule“ heißen, was am 11. Februar 1927 genehmigt wurde. Da das Einzugsgebiet der Schule längst über die Grenzen der Provinz Westfalen hinausreichte, die auswärtigen Schülerinnen jedoch nur notdürftig im städtischen Waisenhaus untergebracht werden konnten, errichteten Kreis und Stadt Coesfeld ein Schülerinnenheim, das im 2. Obergeschoss untergebracht wurde und den Namen „Gerburgisheim“ erhielt. Es bot nun Platz für 50 Schülerinnen. Ostern 1929 legten die ersten elf Abiturientinnen erfolgreich ihre Abiturprüfung ab und wurden feierlich von der Schule verabschiedet.
Im September 1933 wurde Frau Studiendirektorin Küchenhoff auf Drängen der NS-Machthaber ihres Amtes enthoben und als einfache Lehrerin nach Recklinghausen versetzt. Die Leitung der Schule wurde nun Frau Studiendirektorin Dr. Helene Stehling übertragen. Am 24. Februar 1938 wurde die Schule in Heriburgschule umbenannt, da herausgefunden wurde, dass dies der korrekte Name der Schwester Liudgers ist.
Im Zweiten Weltkrieg wurde das Gebäude der Schule zunächst bis 1941 als Lazarett und später ab Herbst 1944 als Ausweichkrankenhaus für die Stadt Gelsenkirchen genutzt. Währenddessen fand der Unterricht in den Räumen der Oberschule für Jungen statt. Im März 1945 wurde die Schule – wie auch der Rest Coesfelds – durch Bombenangriffe stark beschädigt. Insbesondere der  Luftschutzbunker des Ausweichkrankenhauses wurde getroffen, was zum Tod vieler Patienten führte.
Der Schulbetrieb wurde am 2. April 1946 wieder aufgenommen. Zu dieser Zeit wurde hier auch der Unterricht des Nepomucenums, der Berufsschule, der Volkshochschule und der Mittelschule abgehalten, da die Gebäude dieser Schulen durch den Krieg und die Hochwasserkatastrophe vom Frühjahr 1946 zerstört wurden.
Seit 1982 werden Mädchen und Jungen ab der Unterstufe koedukativ unterrichtet.

## Architektur

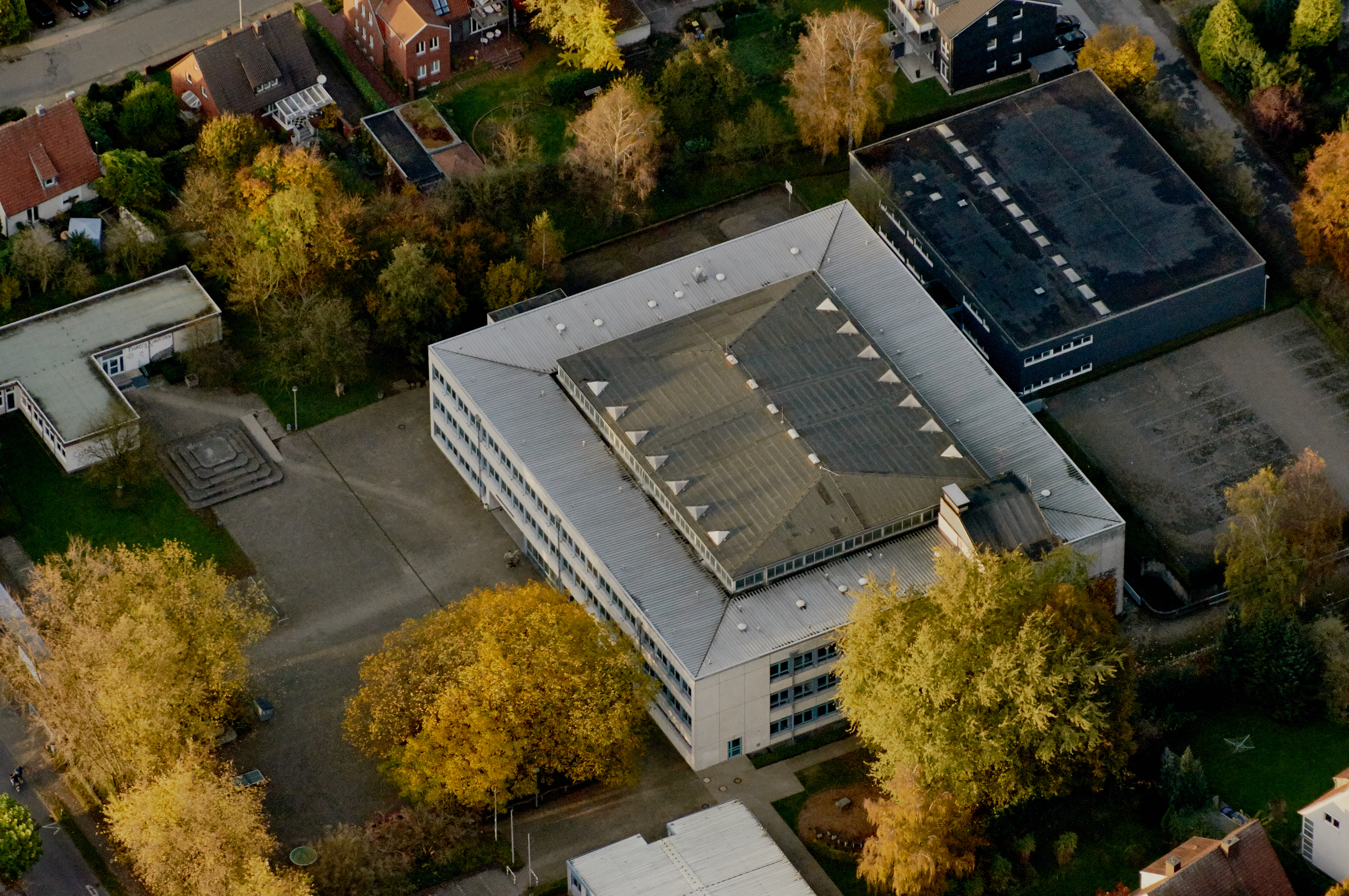
Das Heriburg-Gymnasium im Jahr 2014. In der Bildmitte das Hauptgebäude mit Sporthalle (oben rechts). Oben links der 2023 abgerissene Pavillon, unten der neue Pavillon von 2009.

Der heutige Bau wurde von 1968 bis 1972 errichtet, nachdem das alte Gebäude des Lehrerseminars baufällig geworden war. Es verfügt über drei Etagen sowie ein Kellergeschoss und zeichnet sich architektonisch vor allem durch den großen, Atrium genannten, Freiraum im Inneren aus. Eine mit schwarzen Asbestbetonplatten verkleidete Turnhalle schließt sich daran an. In den 1980er Jahren wurden drei Pavillons errichtet, welche 2009 und 2023 aufgrund von Baufälligkeit und Wassereinbrüchen abgerissen wurden. Ein neuer Pavillon wurde 2009 errichtet und umfasst vier Kursräume. Die Schulfarbe des Heriburg-Gymnasiums ist seit Ende der 2000er Jahre „taubenblau“.

## Schulprofil
Die Schule bietet mehrere Fremdsprachen an. So können ab der siebten Klasse Latein und Französisch als zweite Fremdsprache und Spanisch ab der neunten Klasse als dritte Fremdsprache gewählt werden. Das Heriburg-Gymnasium ist eine Europaschule, weshalb ein besonderer Fokus auf dem bilingualen Zweig liegt, in welchem die Fächer Erdkunde und Geschichte nach Wahl auf Englisch unterrichtet werden. Zusätzlich zu einem bilingualen Abitur ist auch der Erwerb von CertiLingua möglich.
Alternativ werden auch naturwissenschaftliche Fächer wie „MINT“ angeboten.

### Kooperation
Das Heriburg kooperiert mit dem städtischen Gymnasium Nepomucenum. Die geringe Distanz zwischen den Gymnasien ermöglicht das Entstehen von Kooperationskursen zur Erweiterung des Unterrichtsangebotes.

## Schüleraustausch
Das Heriburg-Gymnasium bietet jährlich mehrere Austauschprojekte an. Ziele sind Adelaide (Australien), Huelva (Spanien), sowie Zwolle und De Bilt (beide Niederlande). Außerdem findet in den Jahrgangsstufen 9 und 10 im Rahmen der Französischklassen ein Austausch mit dem Lycée Immaculée-Conception in Laval (Frankreich) statt.

## Ehemalige
- Marion Dirks (* 1960), Bürgermeisterin von Billerbeck (Abitur 1979)[12]
- Christian Schulze Pellengahr (* 1975), Politiker und Landrat (Abitur 1995)[13]

## Veröffentlichungen
- 50 Jahre Staatliche Heriburg-Schule. Coesfeld 1963.
- Das Kollegium des Städtischen Heriburg-Gymnasiums Coesfeld (Hg.): 75 Jahre Städtisches Heriburg-Gymnasium Coesfeld.Jubiläumsschrift zur 75Jahrfeier der Schule. Coesfeld 1998.
- Michael Pieper: Heriburg, nicht zu verwechseln mit Gerburgis oder Wie unsere Schule zu ihrem heutigen Namen kam. In: 75 Jahre Städtisches Heriburg-Gymnasium Coesfeld. Jubiläumsfestschrift zur 75Jahrfeier der Schule. Coesfeld 1998, S. 32–34. (Online)
- Michael Pieper: Drei Leiterinnen der Staatlichen Aufbauschule (Heriburg-Gymnasium) in Coesfeld und ihr Widerstand im Dritten Reich. Eine Erinnerung an die Oberstudiendirektorinnen Ottilie Küchenhoff, Dr. Helene Stehling und Berta Kuck. In: Geschichtsblätter Kreis Coesfeld. Coesfeld 2005, S. 93–112 (Online).